# Anomalodiscus squamosus
Anomalodiscus squamosus је врста слановодних морских шкољки рода Anomalodiscus из породице Veneridae.

## Распрострањење
Ова врста се налази у Јапану и Кини.

## Станиште
Станиште врсте је море, подручја са сланом водом.